# Cardiophorus crassiusculus
Cardiophorus crassiusculus là một loài bọ cánh cứng trong họ Elateridae. Loài này được Wollaston miêu tả khoa học năm 1864.